# Rizzo
För andra betydelser, se Rizzo (olika betydelser).
Rizzo är en svensk skokedja med 17 butiker i Sverige, Norge och Finland. Bolaget saluför även sitt eget skomärke med samma namn. Rizzo ägs av Venue Retail Group som tidigare även drivit skobutiker under namnet "Wedins".
Rizzo grundades 1977 av italienaren Rudolfo Castelucci.